# Video on Demand
Video on Demand (angol kifejezés, röviden VoD) egy szolgáltatás, amelynek útján igény szerinti videó és hanganyagokat, filmeket, archivált eseményeket, lehet egy központi adatbankból letölteni, igény szerinti időben. A szolgáltatást már a letöltés alatt is igénybe vehetjük, vagy a Set-top Boxra való teljes letöltés után nézzük meg.
Az ügyfél egy műsoregység listából választja ki az aktuálisan megtekintendő tartalmat és ezért az egységért fizet. Olyan értéknövelt szolgáltatásokat tartalmaz, mint a filmek  megállításának, gyors előre- és hátracsévélésének lehetősége.

## Története
Az Amerikai Egyesült Államokban, Japánban, illetve Európa nyugati országaiban már évekkel ezelőtt lehetőség volt ezt a szolgáltatást igénybe venni. Angliában 2000 utolsó negyedévében vezette be a Video Networks.  
Magyarországon több cég egyszerre fejlesztett ki különböző VoD szolgáltatásokat országszerte. Először hotelek zárt láncú médiahálózatán, illetve interkontinentális repülőjáratokon volt elérhető a szolgáltatás, majd útjára indult az első IPTV.

## Típusai

### TVOD
A TVOD terjesztési modellben a felhasználóknak fizetniük kell minden egyes video on demand tartalomért. Például: Egy felhasználó fizet egy filmért vagy televíziós műsorért, hogy azt meg tudja tekinteni. TVOD szolgáltatások közé tartozik az Apple TV alkalmazás (korábban: iTunes Store) és a Google Play Áruház.

### SVOD
Az SVOD szolgáltatások előfizetéses modellt használnak, amelynél az előfizetőknek rendszeres díjat kell fizetniük, hogy hozzáférhessenek a korlátlan tartalmakhoz. SVOD szolgáltatások közé tartozik a Netflix, Apple TV+, Amazon Prime Video, Disney+ és az HBO Max.